# والاس سنتر (کالیفرنیا)
والاس سنتر (به انگلیسی: Wallace Center) یک منطقهٔ مسکونی در ایالات متحده آمریکا است که در شهرستان کرن، کالیفرنیا واقع شده‌است. والاس سنتر ۲۶۲ متر بالاتر از سطح دریا واقع شده‌است.